# Иваненко, Иван Степанович
Иван Степанович Иваненко (1927 год — ?) — коммунистический политический деятель, чиновник. Член ВКП(б) с 1948 года. Секретарь Луганского областного комитета КП Украины. Председатель Исполнительного комитета Луганского промышленного областного Совета.

## Биография
Иван Иваненко родился в 1927 году.
С 1948 года член ВКП (б).
С марта 1961 года по январь 1963 год 2-й секретарь Луганского областного комитета КП Украины. Пост принял от Владимира Васильевича Шевченко.
С 30 сентября 1961 года по 15 марта 1966 года кандидат в члены ЦК КП Украины.
С января 1963 года по декабрь 1964 года председатель Исполнительного комитета Луганского промышленного областного Совета.
С 4 декабря 1964 года по 18 ноября 1969 года секретарь Луганского областного комитета КП Украины.
С 29 августа 1969 года по 14 августа 1972 года — секретарь Кировоградского областного комитета КПУ.